# Stříbro (okres Tachov)
Stříbro (německy Mies) je město v okrese Tachov v Plzeňském kraji. Leží 27 kilometrů západně od Plzně, na řece Mži, od níž je odvozen německý název města. Žije zde přibližně 8 100 obyvatel. Historické jádro města je městskou památkovou zónou.

## Historie
Kronikář Václav Hájek z Libočan v Kronice české uvádí, že město Stříbro založil roku 1131 český kníže Soběslav I. Jedná se o zprávu nepodloženou, i když ve sgrafitu na průčelí radnice je tato událost zobrazena. Stříbro je poprvé připomínáno jako hornická osada roku 1183. Základy k budoucímu městu položil roku 1240 Václav I. v místě starší osady na strmé skále nad řekou Mží.[zdroj⁠?!] Na základě polohy na ostrožně a nálezů keramiky ze střední a mladší doby hradištní se předpokládá, že v místech historického jádra stávalo raně středověké hradiště.
Roku 1253 byl ve městě založen minoritský klášter pány ze Švamberka. Těžba stříbra vedla k rychlému rozvoji sídla, které Přemysl Otakar II. v roce 1263 povýšil na město a opatřil je značnými privilegii, která městu potvrdili i další panovníci.
Před husitskými válkami patřilo Stříbro ke čtyřem největším městům v Plzeňském kraji. Město mělo tři kostely a tři kláštery. Roku 1421 se Jan Žižka neúspěšně pokoušel město dobýt. Město bylo dobyto roku 1426 Přibíkem z Klenové. V roce 1427 neúspěšně obléhali město křižáci, kteří byli poraženi v bitvě u Tachova.
Po roce 1520 došlo k rozkvětu řemesel a města. Roku 1555 byl přes řeku Mži postaven kamenný most. Roku 1565 byla dokončena přestavba kostela Všech svatých v pozdně gotickém slohu. 
Během třicetileté války byla u města, patrně poblíž mostu přes Mži, byla okolo 23. března 1641 svedena tzv. bitva u Stříbra mezi císařskými oddíly armády plukovníka Zikmunda Jana Myslíka z Hyršova a švédskou armádou polního maršála Johana Banéra během švédského únikového manévru přechodu území západních Čech. Skončila taktickým vítězstvím švédské armády, které se podařilo i přes ztráty mužstva úspěšně překročit řeku. O několik dnů později, 27. března, se pak Banérova vojska střetla s císařskými silami v rozsáhlejší bitvě u Přísečnice.
Roku 1710 vypukl ve městě mor, který připomíná morový sloup na náměstí z roku 1740.
V letech 1938 až 1945 bylo Stříbro v důsledku uzavření Mnichovské dohody přičleněno k  nacistickému Německu. Po druhé světové válce byli obyvatelé německé národnosti vysídleni a ve městě došlo k výměně obyvatelstva.

### Zajímavost z historie
Dne 22. května 1892 se konala konstituční valná hromada okresního spolku na ochranu honby Jagdschutzverein Mies. Do spolkového výboru byli zvoleni: baron Reinhard von Berlichingen (Mies/Stříbro), Franz Loidl (Mies/Stříbro), nadlesní Karl Richter (Sollislaul/Sulislav), Hans rytíř von Streeruwitz (Mies/Stříbro), Ferdinand Rohrer (Mies/Stříbro), stavitel Andreas Deimling (Mies/Stříbro), ředitel Franz Leonard (Hermannshütte/Heřmanova Huť), Wilhelm Cruppi (Trpist/Trpísty) a Johann Dürr (Piwana/Pňovany), náhradníci: hajný Kohout (Mies) a učitel Strobach (Mies). Do spolku se přihlásilo 47 členů.

## Obyvatelstvo
| Rok            | 1869  | 1880  | 1890  | 1900  | 1910  | 1921  | 1930  | 1950  | 1961  | 1970  | 1980  | 1991  | 2001  | 2011  | 2021  |
| -------------- | ----- | ----- | ----- | ----- | ----- | ----- | ----- | ----- | ----- | ----- | ----- | ----- | ----- | ----- | ----- |
| Počet obyvatel | 3 795 | 4 179 | 3 978 | 3 905 | 4 570 | 4 890 | 5 349 | 4 601 | 4 936 | 5 978 | 6 394 | 7 391 | 7 410 | 7 554 | 7 134 |
| Počet domů     | 432   | 444   | 473   | 497   | 530   | 541   | 693   | 797   | 681   | 729   | 783   | 1 027 | 1 084 | 1 191 | 1 298 |

## Městská správa

### Části města
- Butov
- Jezerce
- Lhota u Stříbra
- Milíkov
- Otročín
- Stříbro
- Těchlovice

Od 30. dubna 1976 do 31. prosince 1991 byl součástí města také Vranov, od 1. ledna 1980 do 23. listopadu 1990 také Záchlumí, od 1. července 1980 do 31. prosince 1991 také Benešovice, Kšice, Sulislav, od 1. ledna 1980 do 31. prosince 2000 také Sytno a od 1. července 1980 do 31. prosince 2001 také Lom u Stříbra.

### Městské symboly
Druhý znak byl městu udělen rozhodnutím předsedkyně Poslanecké sněmovny Parlamentu České republiky dne 24. února 2012 a vlajka byla městu udělena rozhodnutím předsedy PSP ČR dne 15. července 1993.

## Doprava
Město stojí na křižovatce silnic II/193, II/230 a II/605. Vede jím železniční trať Plzeň–Cheb, u které stojí stanice Stříbro.

## Společnost

### Školství
Gymnázium Stříbro je osmileté gymnázium a obchodní akademie. Tato škola byla založena v roce 1870 tehdejším starostou města Adolfem rytířem von Streeruwitzem a sídlila v budově na Masarykově náměstí, kde se dnes nachází Dům dětí a mládeže. V roce 1996 se škola přestěhovala do nové budovy v Soběslavově ulici, kde sídlí dodnes.

### Kulturní instituce
V přízemí budovy bývalého kláštera sídlí Městské muzeum ve Stříbře. Zde se nachází v severní části ambitu křížová cesta, z které lze vstoupit do torza kostela svaté Máří Magdaleny. Zde byla také odkryty dva gotické portály a další architektonické prvky. Muzeum je koncipováno jako vlastivědné a zaměřuje se na hornictví a navazující obory. Z děkanského kostela Všech svatých lze vystoupat na vyhlídkovou věž.
Od roku 2005 je ve městě Hornický skanzen, založený Hornickým spolkem, s venkovní expozicí důlní techniky. Je v něm vystavena důlní technika používaná v minulosti: důlní vozy, vrtací kladiva, různé typy okovů, hydraulický a mechanický výklopník, důlní nakladače různých typů, vrtací soustavy a další. V areálu je vstup do tzv. průzkumné štoly s expozicí způsobů těžby ve středověku nebo ve 19. a 20. století.

## Pamětihodnosti
- Kostel Všech svatých
- Kostel Nanebevzetí Panny Marie
- Kostel svatého Petra
- Renesanční radnice
- Renesanční mostní věž je kromě pražské Staroměstské jedinou podobnou stavbou v Čechách[13]
- Minoritský klášter
- Městské opevnění
- Mariánský sloup se 14 patrony od sochaře Lazara Widemanna z roku 1740[14]
- Židovský hřbitov sloužil v letech 1902–1935 a je zde dochováno přes 90 náhrobků, bývalá synagoga je používána místním úřadem práce a ze židovských památek v Hradební ulici se ještě zachovala tzv. židovská branka.
- Křížová cesta na Křížovém vrchu východně od města obnovená roku 2013
- 13. poledník východní délky připomíná v parku v Benešově ulici plastika s kameny z partnerských měst[15]
- Severovýchodně od města se nachází přírodní památka Petrské údolí

## Osobnosti
- Vincenc Houška (1766–1840), hudební skladatel
- Jakoubek ze Stříbra (1375–1429), kazatel a spisovatel
- Amandus Streer (1702–1783), benediktin, opat Kladrubského kláštera
- Adolf Streer von Streeruwitz (1828–1890), starosta města v 2. polovině 19. století, poslanec Říšské rady a zemského sněmu[16]
- Ernst Streeruwitz (1874–1952), syn Adolfa Streera von Streeruwitz, meziválečný rakouský kancléř
- Hans Strziska (1866–1922), politik, na počátku 20. století poslanec Říšské rady a okresní starosta
- Albert Werunsky (1843–1915), advokát a poslanec
- Vratislav Maňák (* 1988), spisovatel a novinář
- Matěj Houška (* 2008), rybář a zálesák
- Zuzana Součková (* 1962), spisovatelka

## Galerie

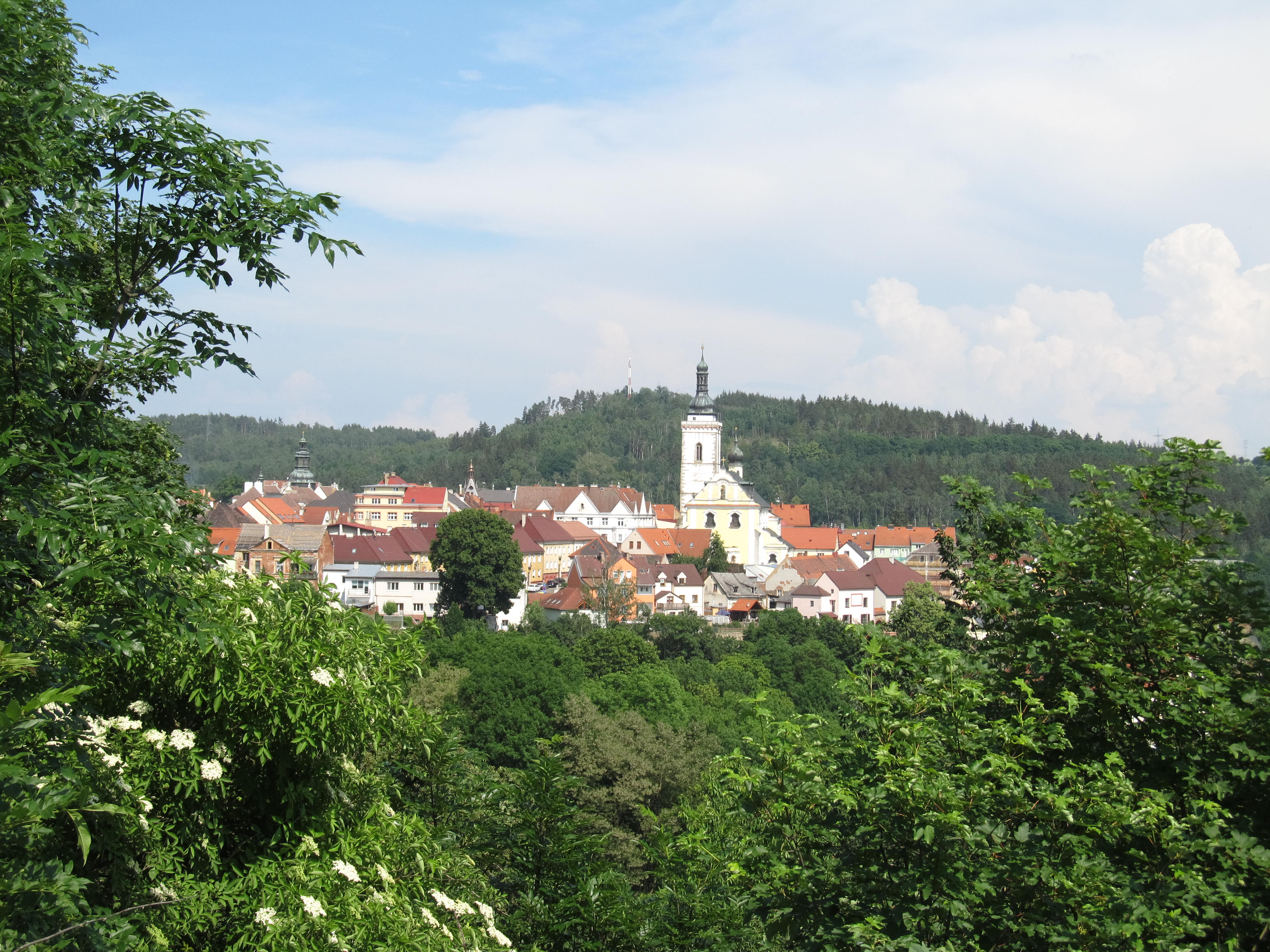
Panorama centra města z Plzeňské ulice
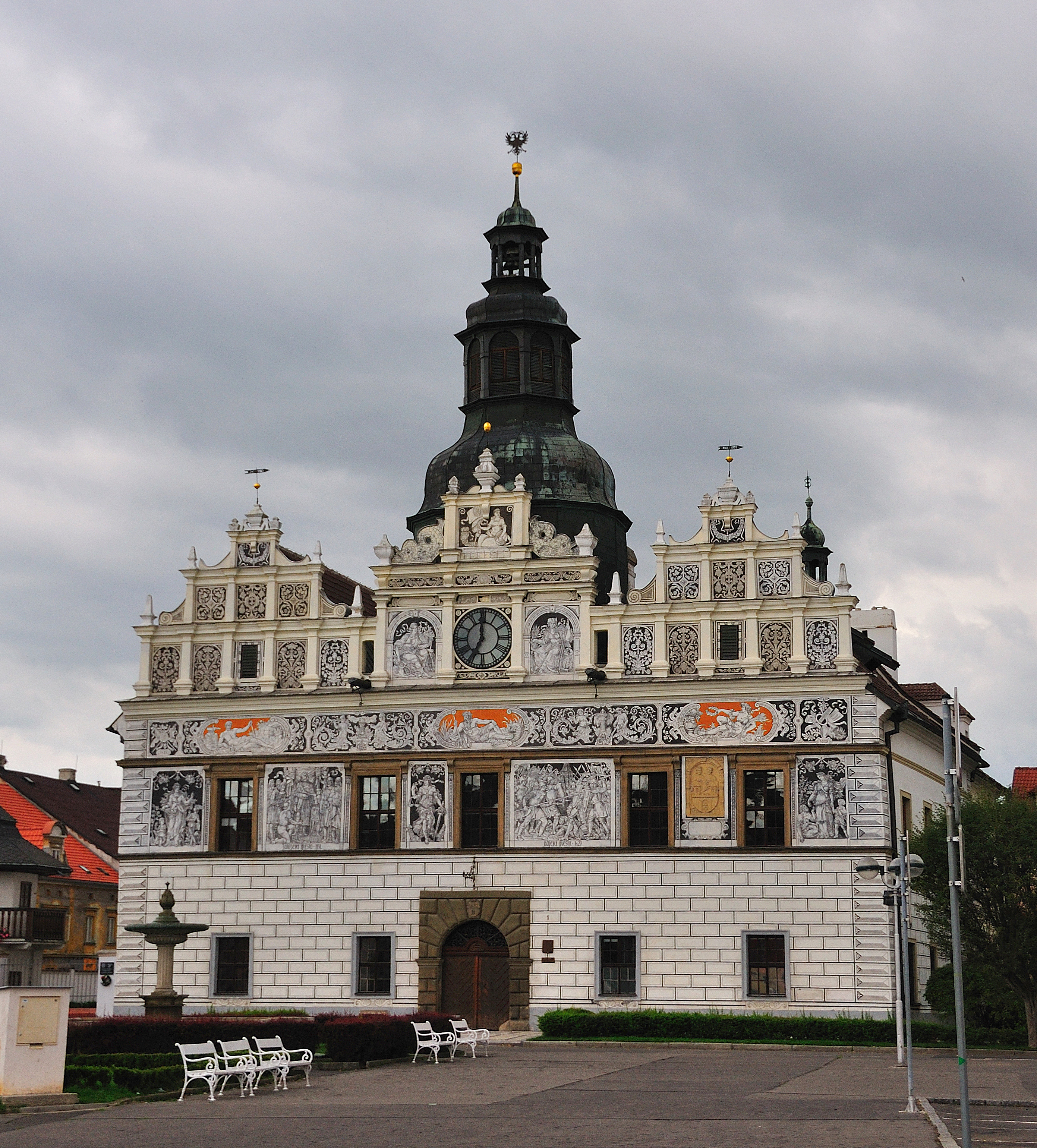
Budova radnice
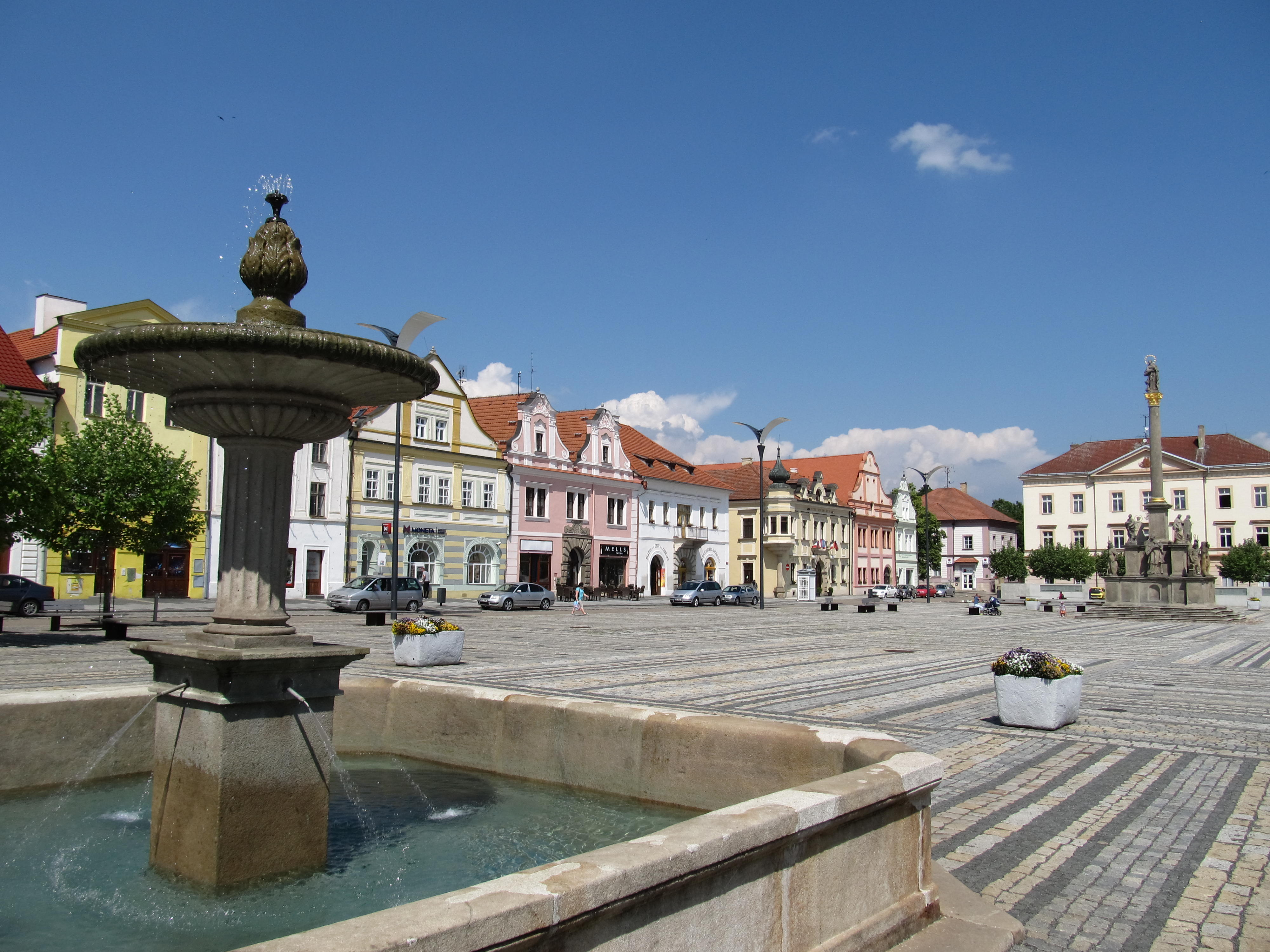
Masarykovo náměstí
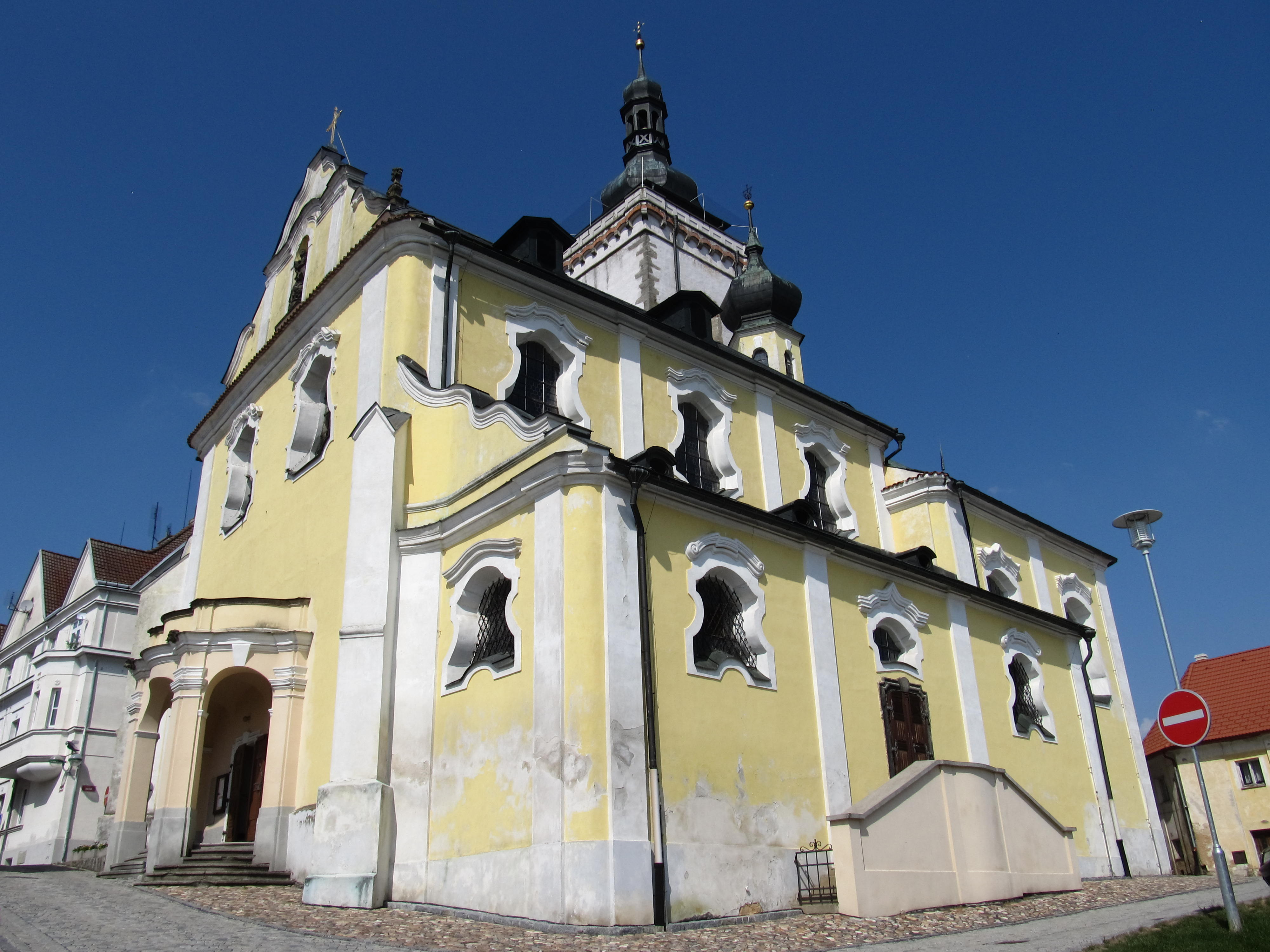
Kostel Všech Svatých s kasulovými okny
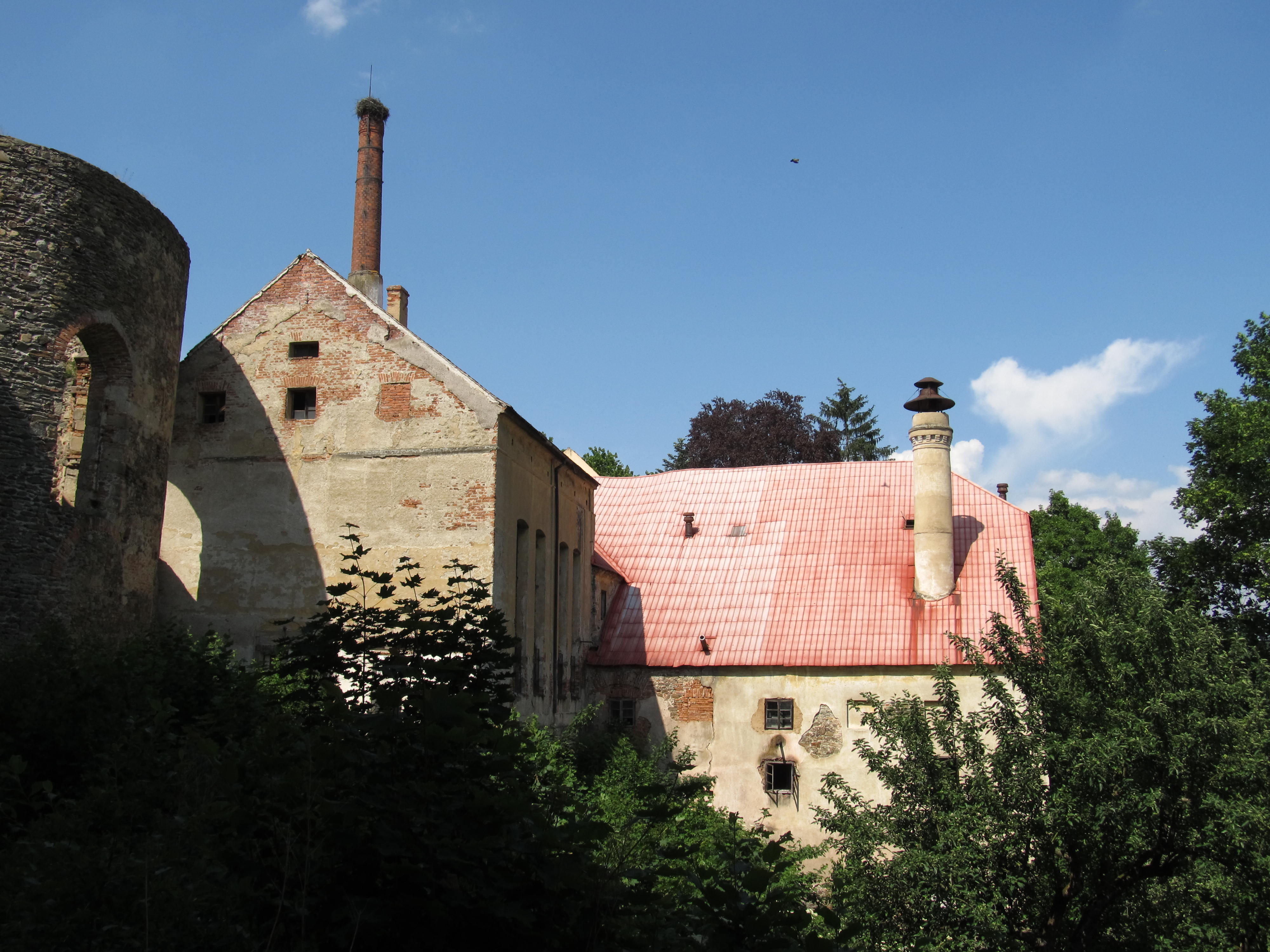
Pivovar a zřícenina klášterního kostela sv. Maří Magdaleny
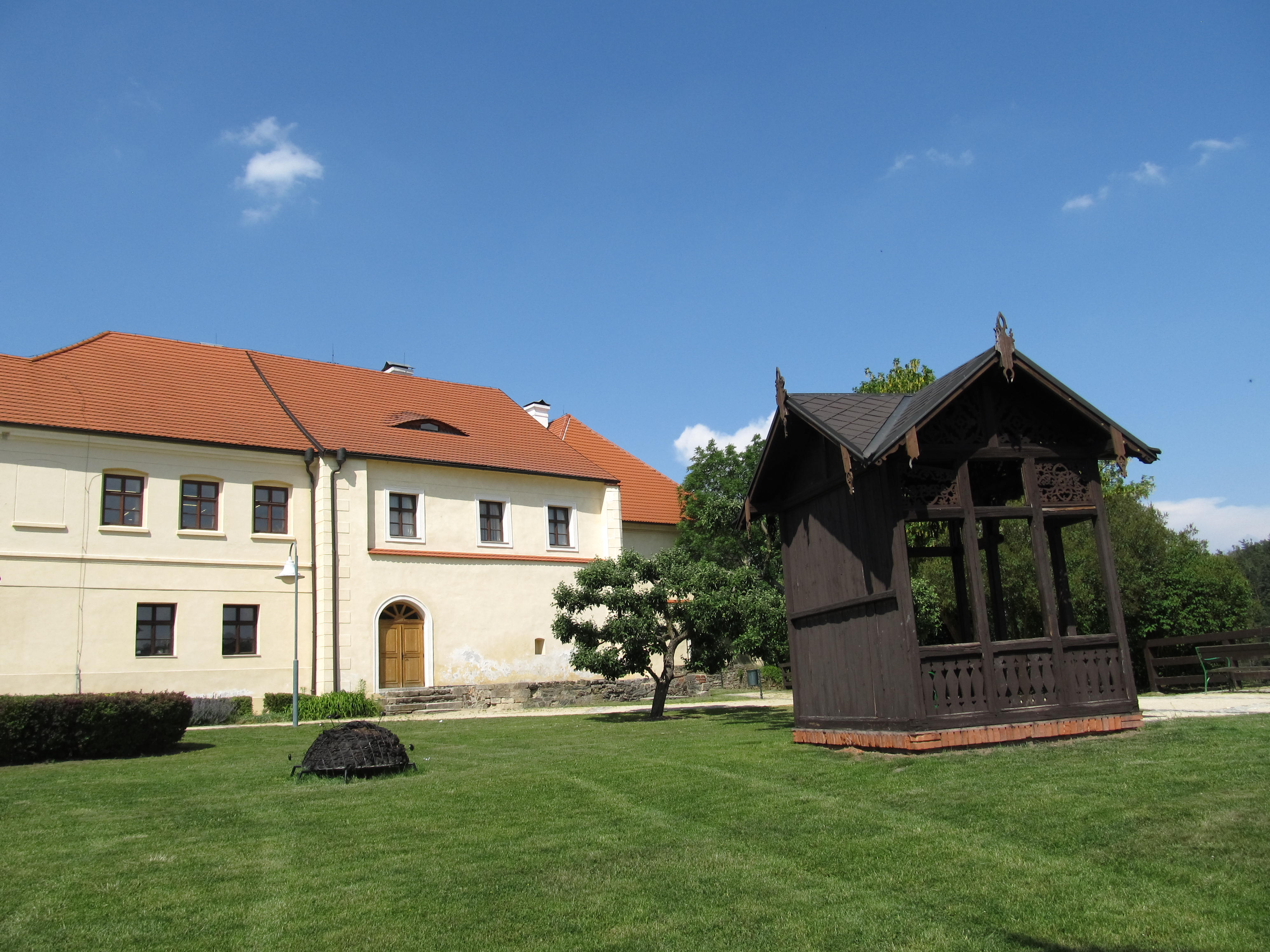
Zahrada minoritského kláštera
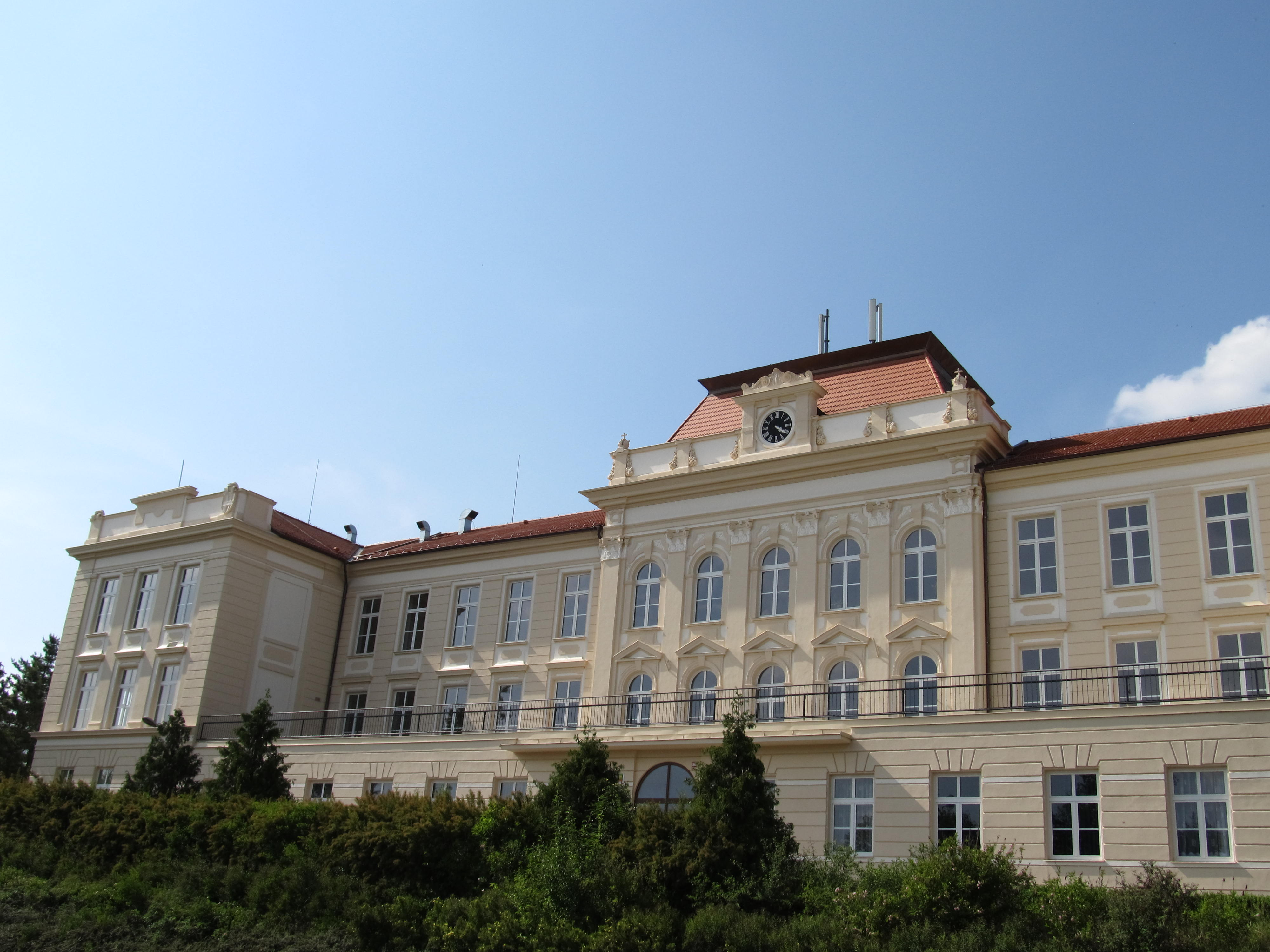
Střední odborná škola v Benešově ulici
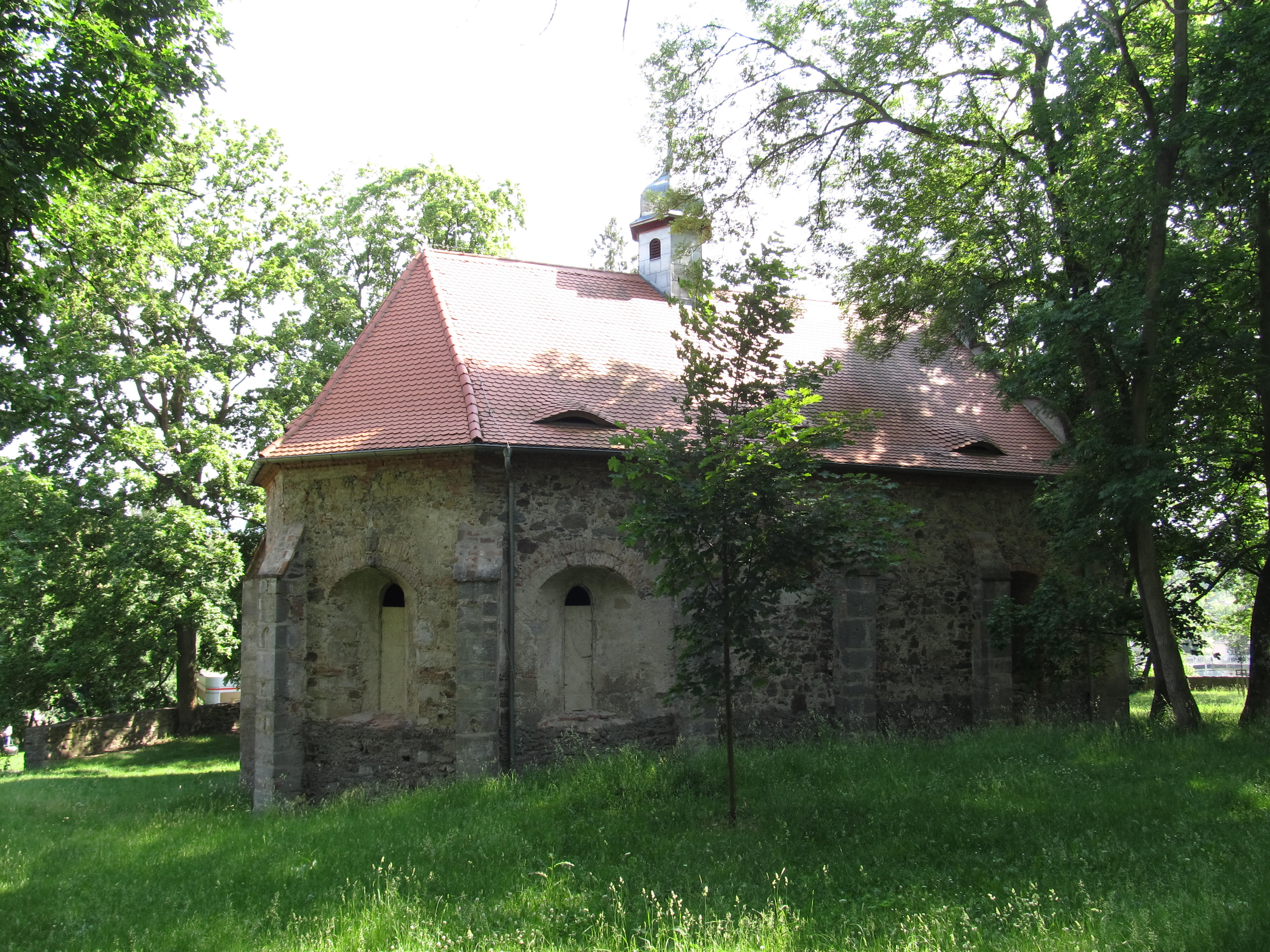
Hřbitovní kostel Nanebevzetí Panny Marie
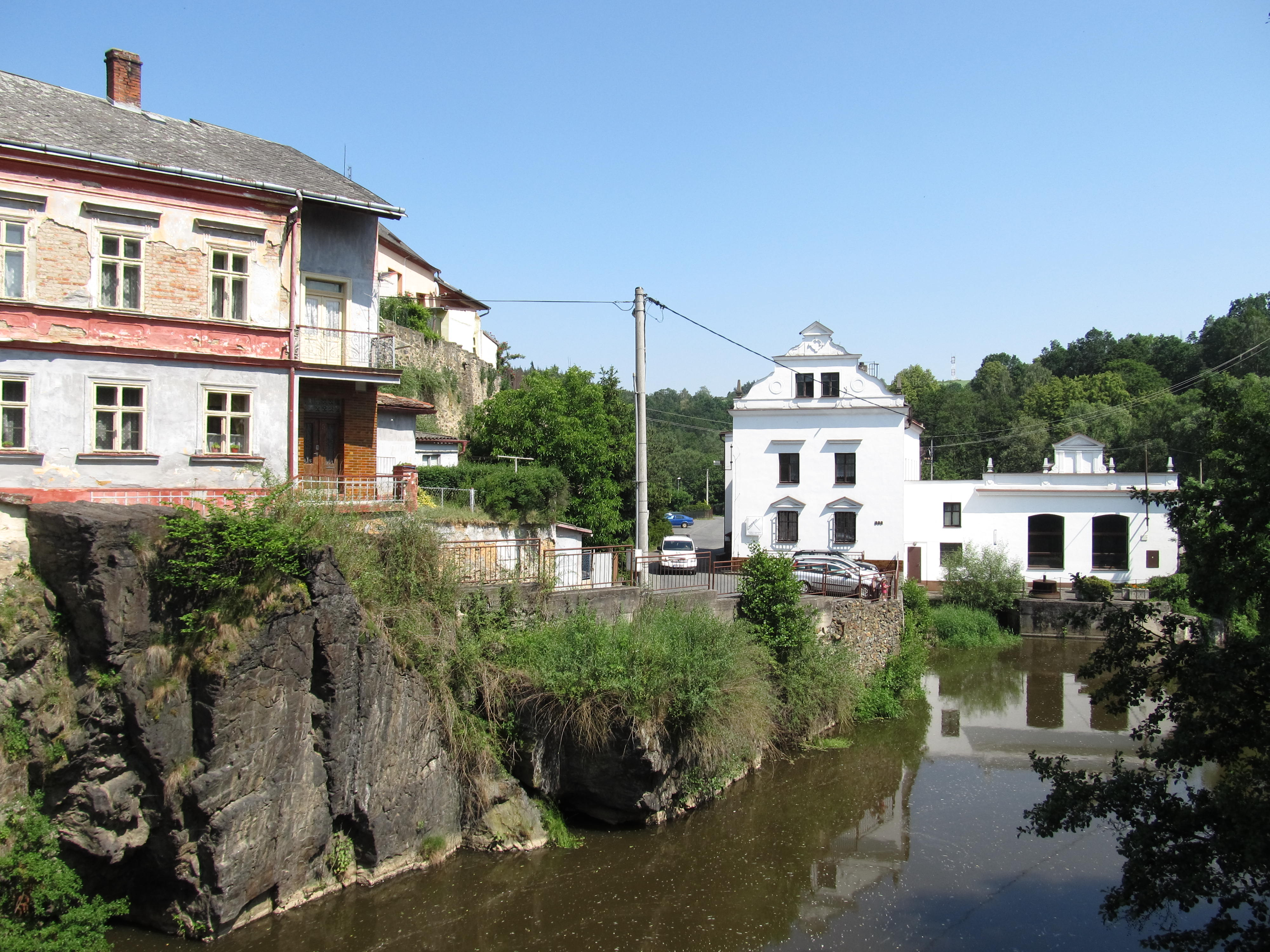
Řeka Mže a bývalý mlýn v Sokolské ulici
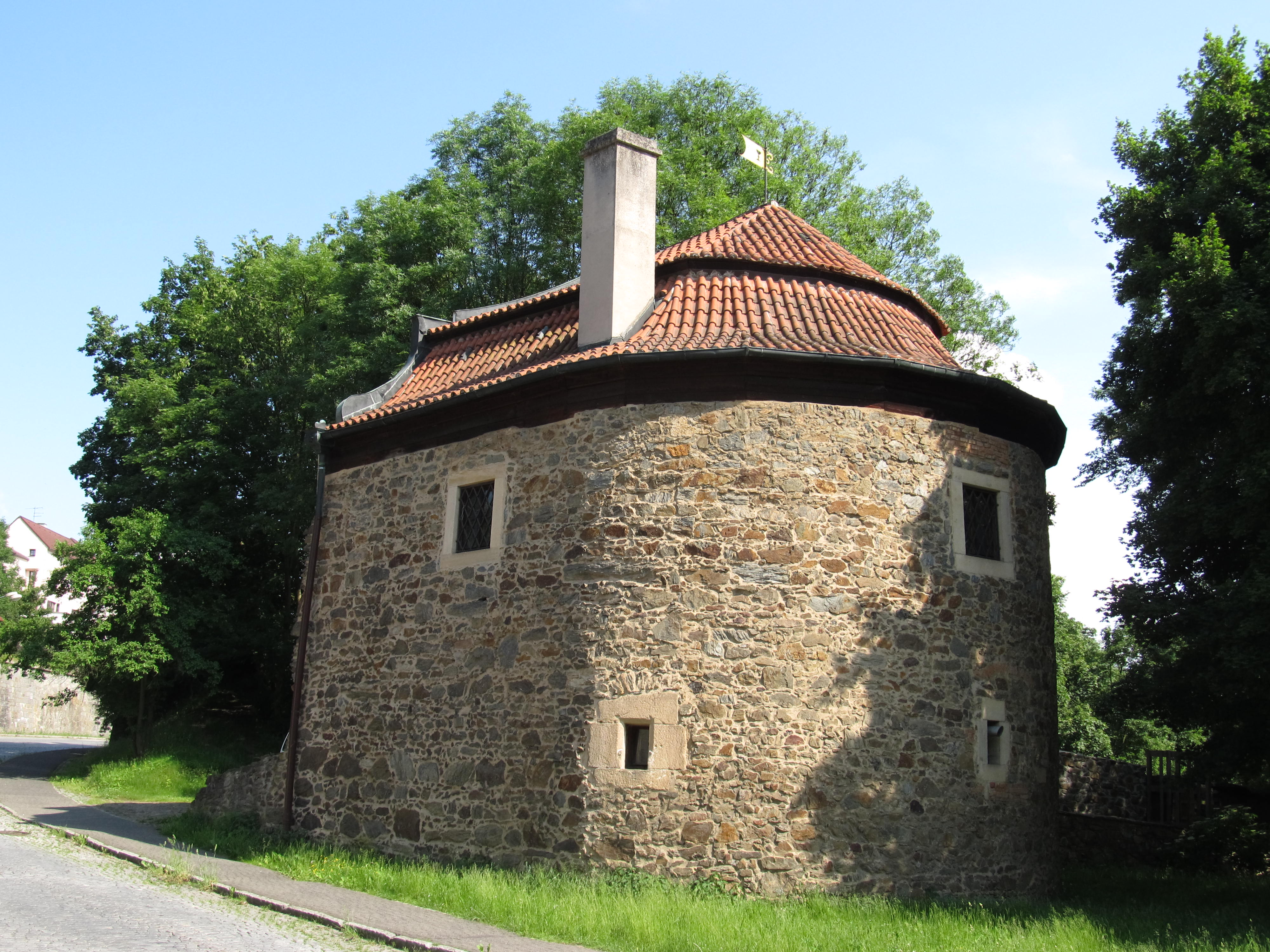
Husitská bašta v Plzeňské ulici
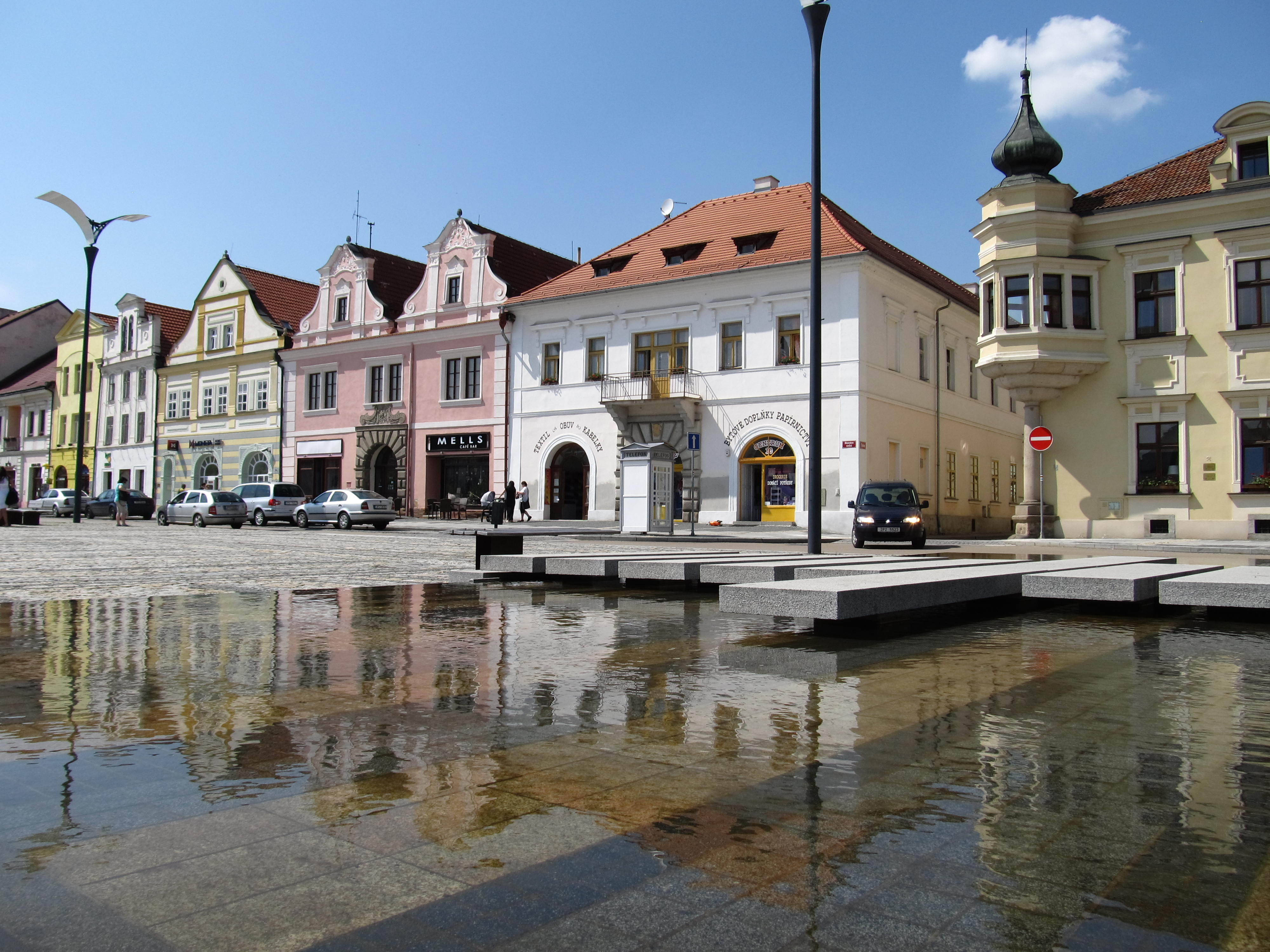
Masarykovo náměstí
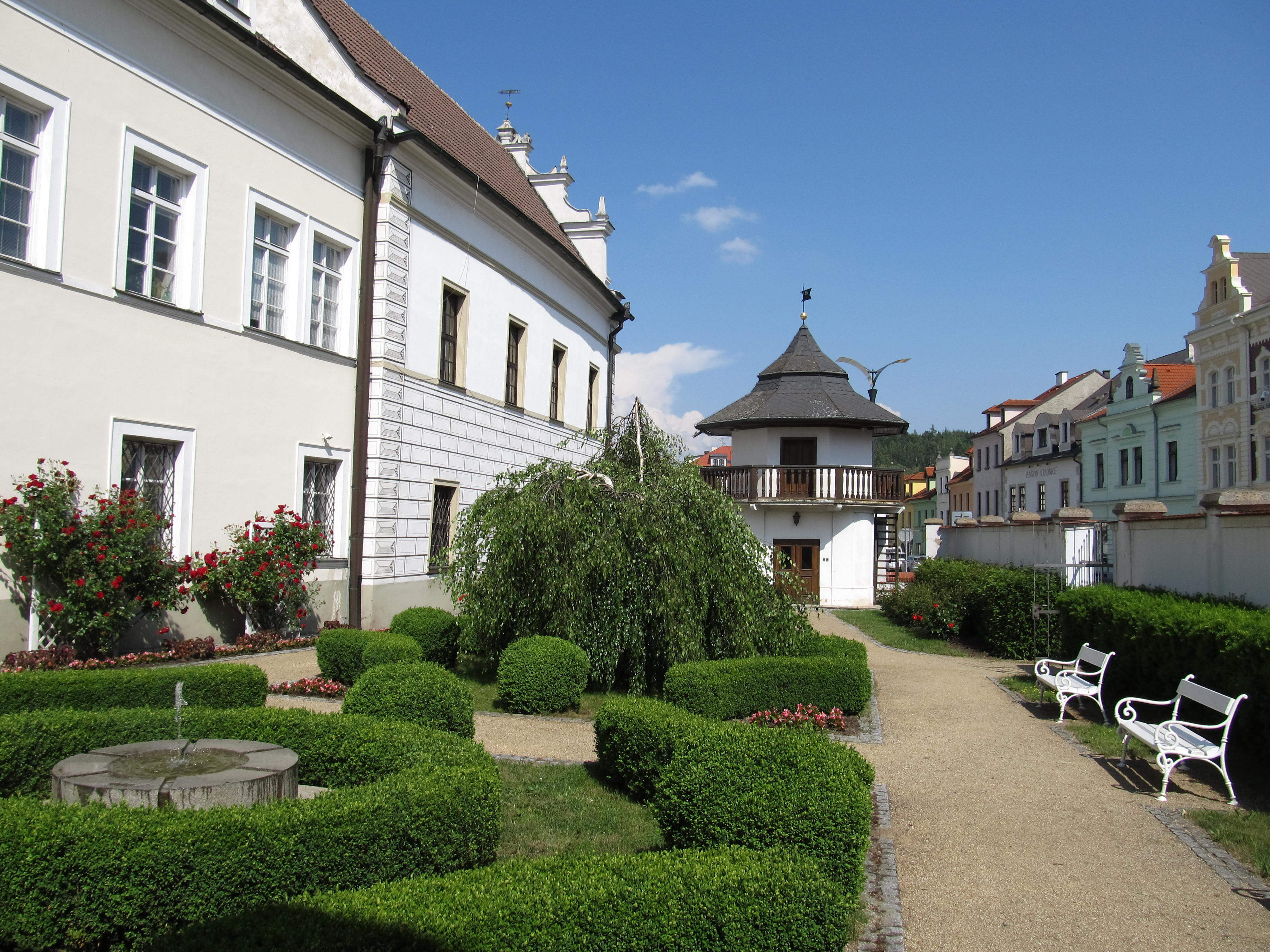
Radniční zahrada
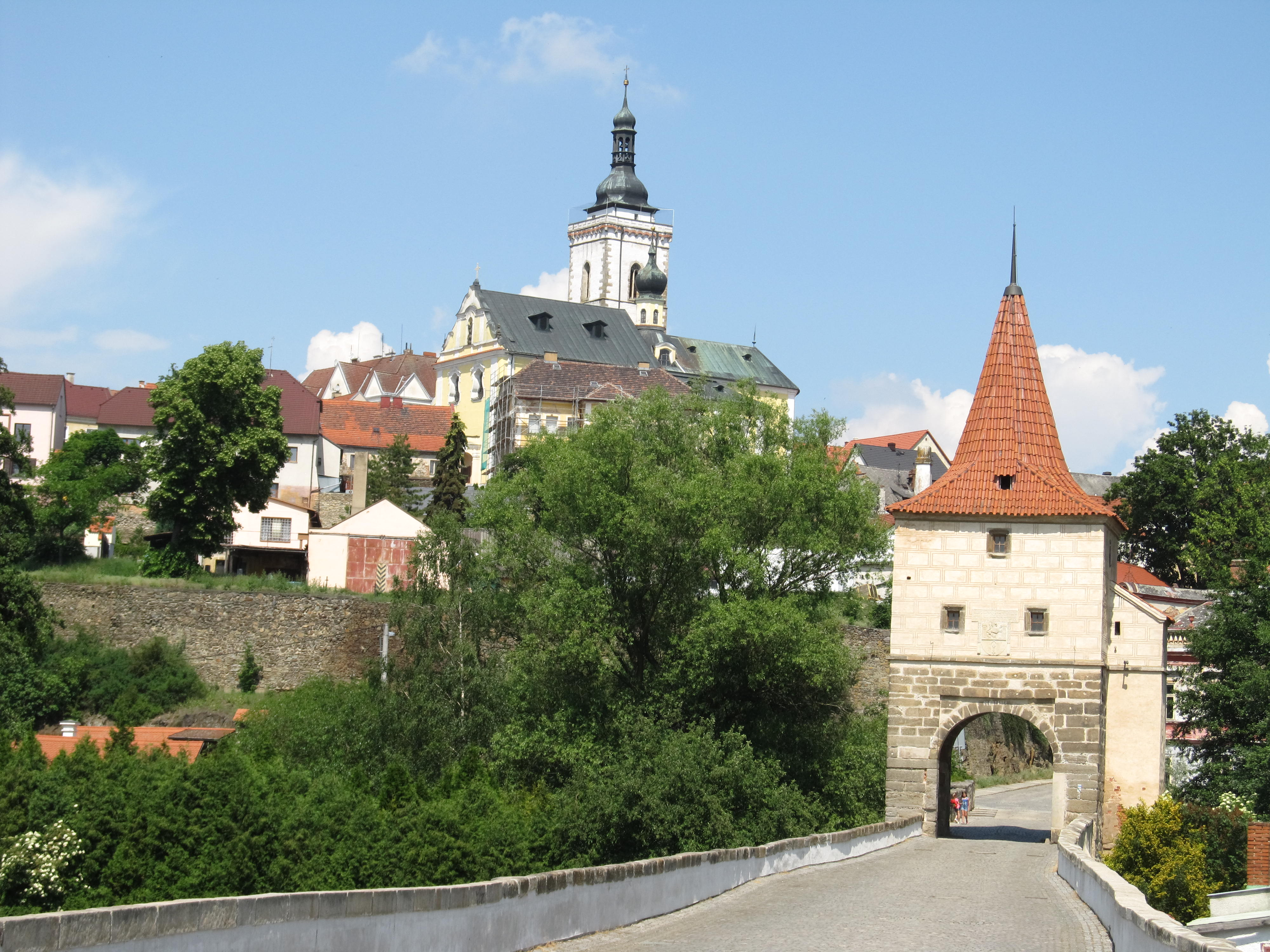
Renesanční kamenný most s městskou branou
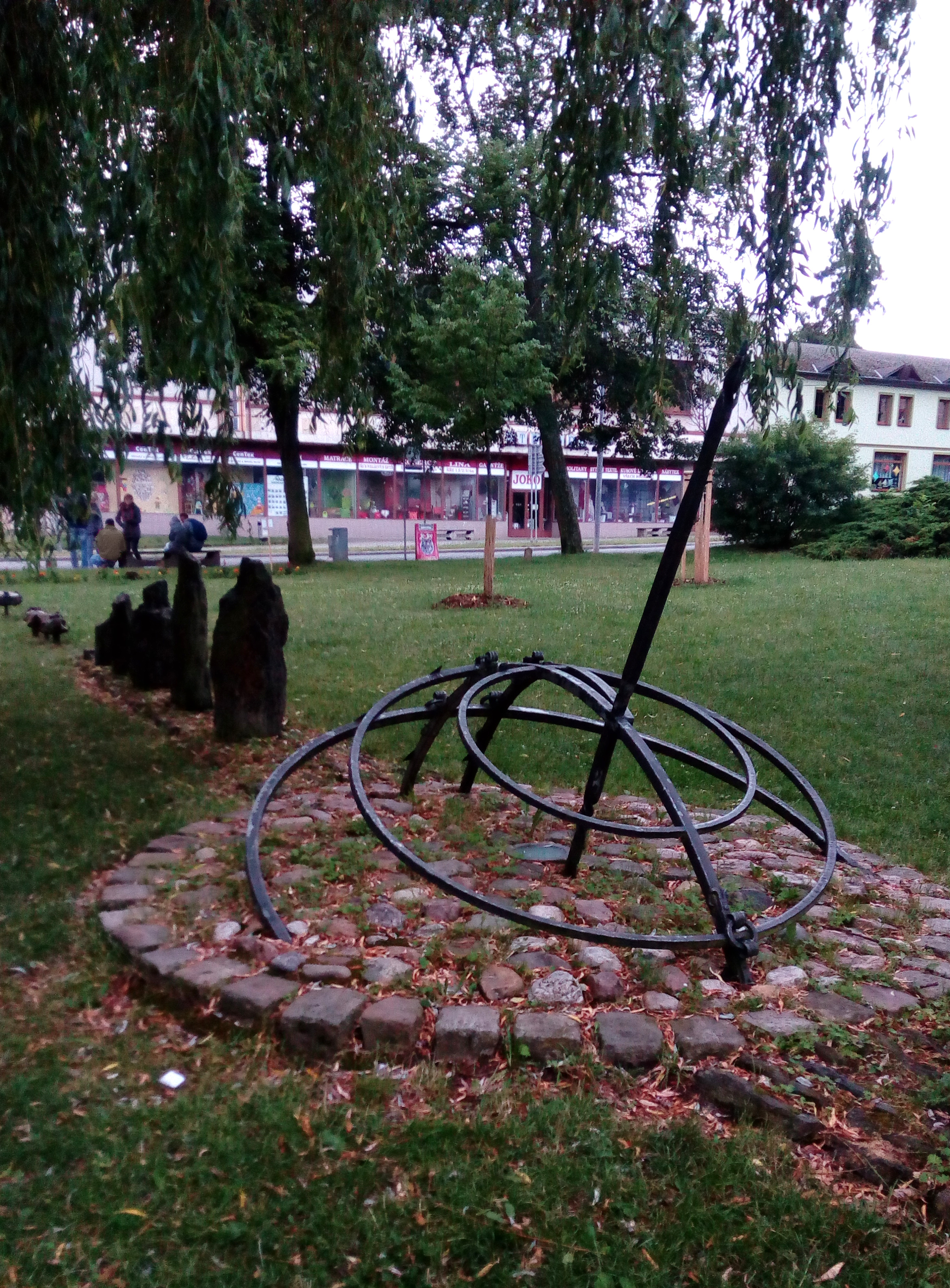
Plastika 13. poledníku

## Partnerská města
- Fano, Itálie
- Moncoutant, Francie
- Olešnice nad Halštrovem, Německo
- Vohenstrauss, Německo

### Spřátelená města
- Berchtesgaden, Německo
- Dienten, Rakousko
- Dinkelsbühl, Německo